# Kantens
Kantens (Gronings: Kannes) is een dorp in de gemeente Het Hogeland in de provincie Groningen in Nederland. Het was de hoofdplaats van de voormalige en gelijknamige gemeente die in 1990 is opgegaan in de gemeente Hefshuizen, nu Het Hogeland. 
Het dorp is gebouwd op en rond de Kantsterwierde en gelegen aan het Boterdiep. Het dorp heeft nog zijn oorspronkelijke ossengang en een weg rond de kerk uit ongeveer 1200 op het hoogste punt van de wierde. De grotendeels romaanse kerk heeft een achtzijdige toren die ondersteund wordt door een grote steunbeer met doorgang. Aan de rand van de wierde vindt men de koren- en pelmolen de Grote Geert.
Ten noorden van de Kantsterwierde lag vroeger nog een grote wierde, die echter is afgegraven vanaf 1894 om als vruchtbare grond te verkopen.
Het aantal inwoners van het dorp per 1 januari 2023 is onbekend, omdat het CBS de BAG-woonplaats "Kantens", niet als zodanig afgebakende wijk/buurt heeft ingedeeld. Voor het CBS maakt de BAG-woonplaats Kantens onderdeel uit van de buurt "Kantens" en de buurt "Buitengebied Kantens", welke een veel groter gebied omvat dan enkel de plaats Kantens. De buurt Kantens (de dorpskom) telt 580 inwoners (1 januari 2023).
Kantens heeft een voetbalvereniging, VV KRC.

## Voormalige gemeente

Wapen van de voormalige gemeente

Kantens was de hoofdplaats van de voormalige gemeente Kantens. Deze bestond uit de dorpen Kantens, Rottum, Stitswerd, Zandeweer, Eppenhuizen, Doodstil en de gehuchten en buurtschappen Bethlehem, Eelswerd, Garsthuizen, Helwerd, Holwinde (gedeeltelijk), De Knijp, Menkeweer, Moeshorn, Startenhuizen en Zevenhuizen.
Het dorp ligt pal aan de gemeentegrens met Loppersum. Zo dichtbij dat voor de gemeentelijke herindeling zelfs enkele huizen in de (toenmalige) gemeente Middelstum lagen. Al rijdend kwam men eerst een plaatsnaambord Kantens (gemeente Middelstum) tegen en een paar honderd meter verderop het bord Kantens (gemeente Kantens). Bij de herindeling in 1990 heeft men de grens zo aangepast dat nu het gehele dorp in één gemeente ligt.
Het wapen van de voormalige gemeente bevat vijf ruiten en een blauwe rand. Deze 5 ruiten staan voor de 5 dorpen die tot de gemeente behoorden, omgeven door water. 

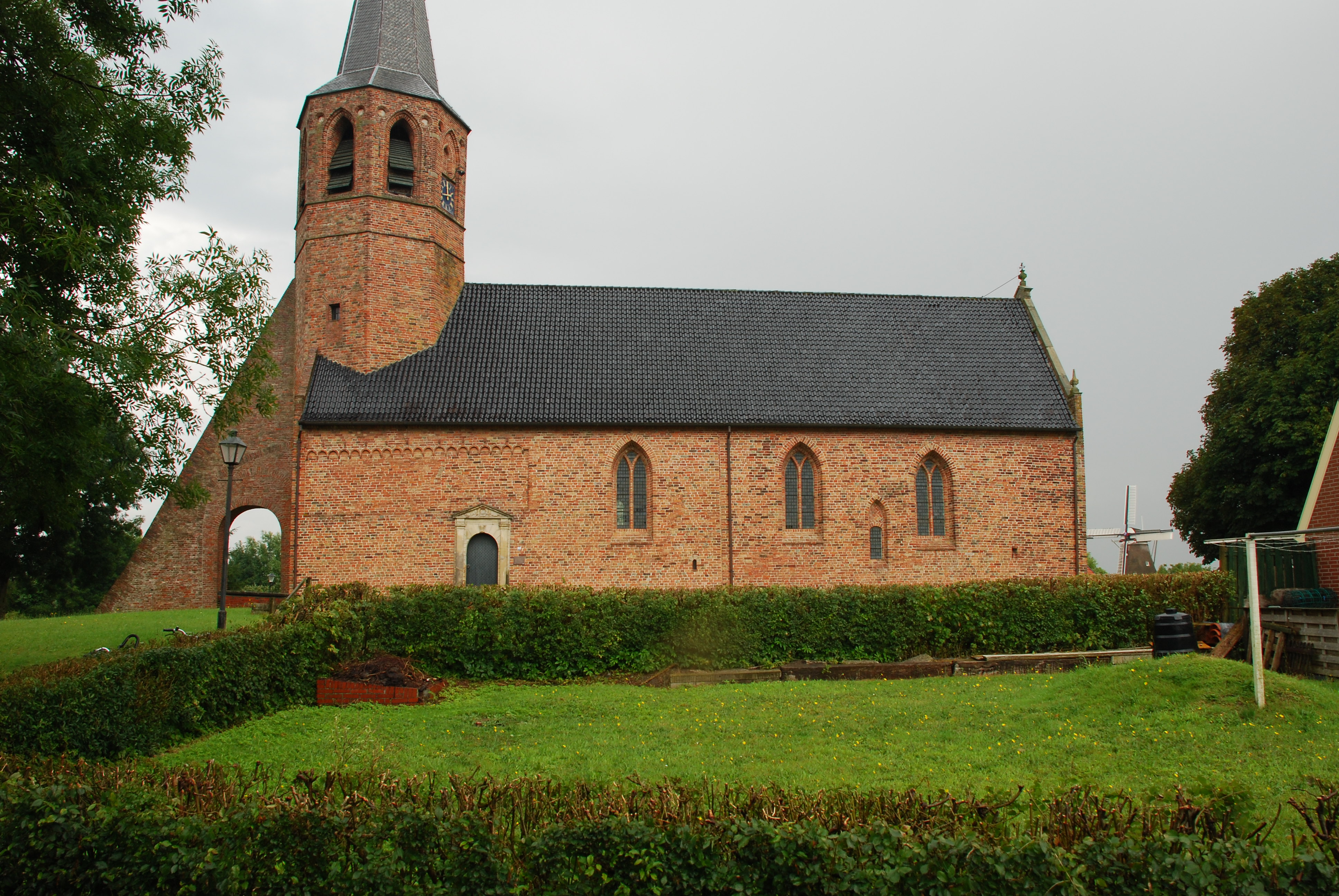
De hervormde kerk van Kantens (en de molen rechts in beeld)
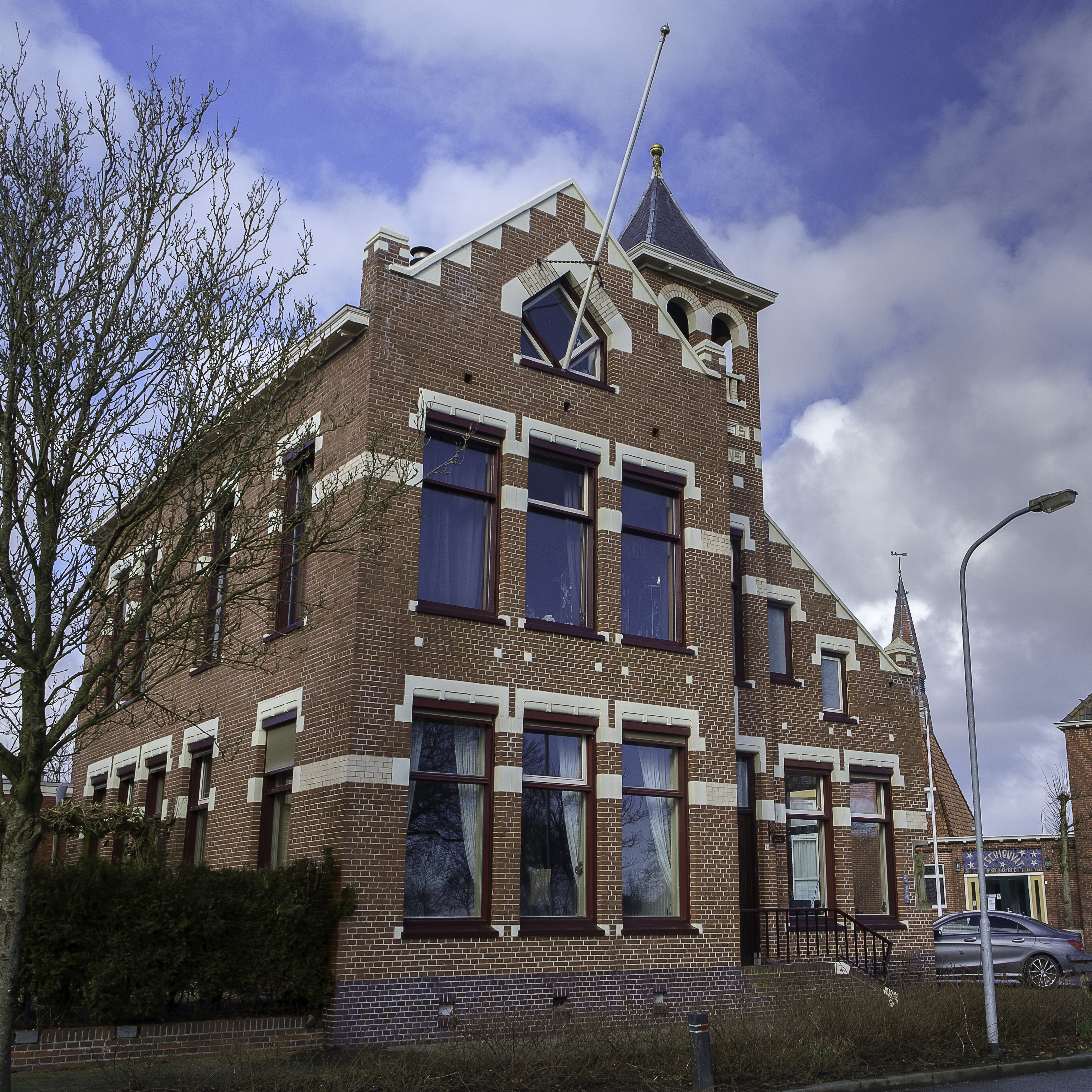
Oude gemeentehuis van Kantens
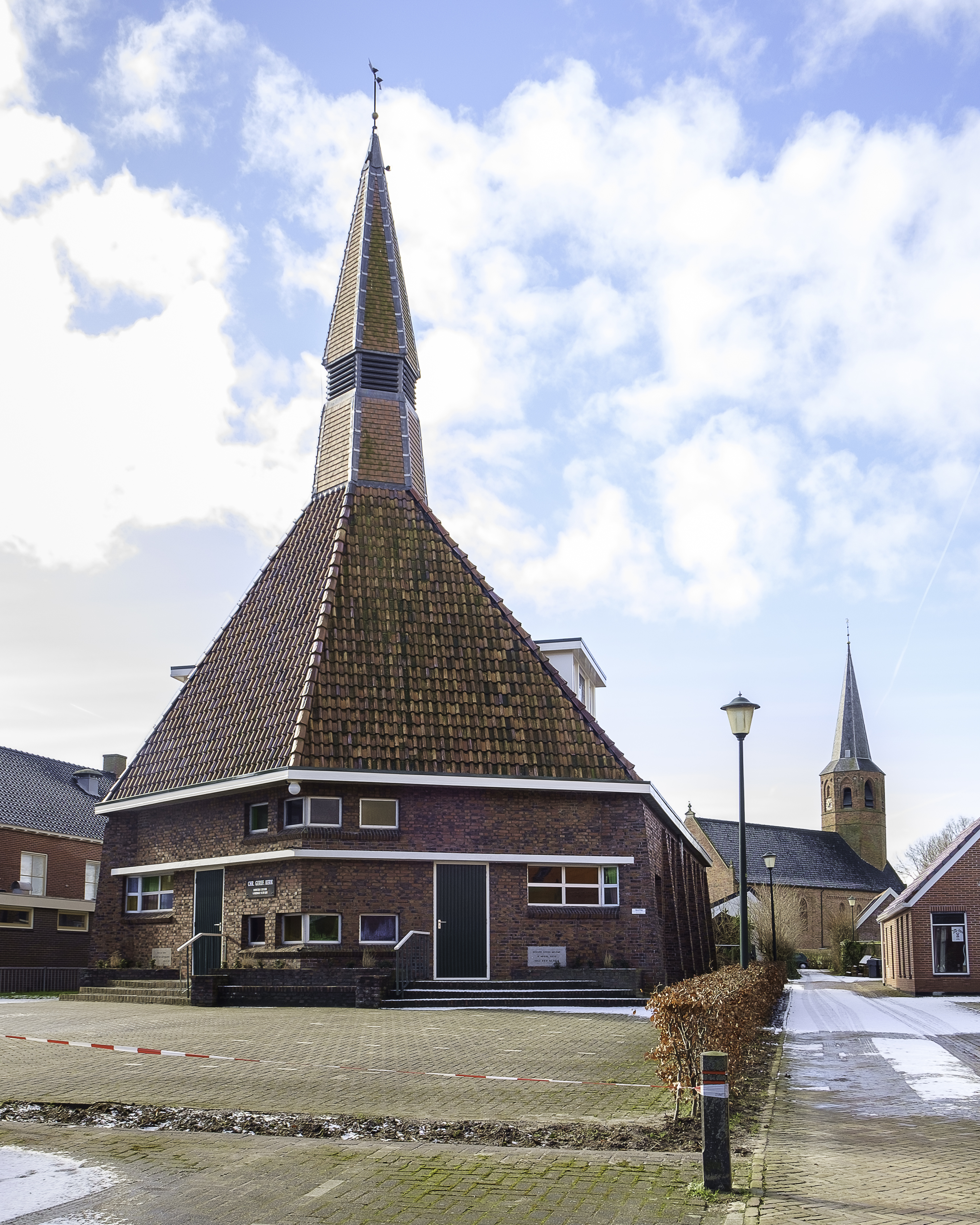
Gereformeerde kerk van Kantens

## Geboren
- Bé Holst (1931-2021), atleet